# Pentathlon (film)
Pour les articles homonymes, voir Pentathlon.
Pour plus de détails, voir Fiche technique et Distribution.
Pentathlon  est un film américain réalisé par Bruce Malmuth, sorti en 1994.

## Synopsis
Dès son plus jeune âge, Eric Brogar, un jeune homme est-allemand, est entraîné par Mueller pour devenir un champion de pentathlon. En 1988, il participe aux jeux olympiques à Séoul où il remporte la médaille d'or. Il profite alors de l'occasion pour s'enfuir aux côtés de l'équipe américaine afin de passer à l'ouest.
Quelques années plus tard, Eric a délaissé le sport et travaille désormais dans un fast-food aux États-Unis. Mais sa vie va basculer lorsque Mueller le retrouve.

## Fiche technique
- Titre : Pentathlon
- Réalisation : Bruce Malmuth
- Scénario : William Stadiem, Gary T. McDonald & Gary DeVore (en)
- Musique : David Spear
- Photographie : Misha Suslov
- Montage : Joseph Gutowski
- Production : Martin E. Caan
- Sociétés de distribution : Live Entertainment, PFG Entertainment, Pentathlon Productions Inc., Red Orm Productions Inc., Thor Pictures & Dolph Lundgren Productions
- Pays :  États-Unis
- Langue : Anglais
- Format : Couleur - Ultra Stereo - 35 mm - 1.85:1
- Genre : Action, Thriller
- Durée : 97 min
- Budget : 4000000 $
- Date de sortie en salles :
  -  France : inédit (sortie vidéo)

## Distribution
- Dolph Lundgren  (VF : Bernard Bollet) : Eric Brogar
- David Soul (VF : José Luccioni) : 	Heinrich Müller
- Roger E. Mosley (VF : Serge Sauvion) : John Creese
- Renée Coleman : Julia Davis
- Evan James : Offerman
- Daniel Riordan : Jürgen Reinhardt
- Philip Bruns : Vic
- Erik Holland : Rudolph Brogar
- David Drummond : Hundt
- Bruce Malmuth : Erhardt

## Anecdotes
- Il s'agit du dernier film tourné par Bruce Malmuth.
- La maison habitée par Vic dans le film est la même que celle utilisée dans le film Ninja Kids.